# آدری لونگ
آدری لونگ (انگلیسی: Audrey Long؛ زادهٔ ۱۲ آوریل ۱۹۲۲ - درگذشته ۱۹ سپتامبر ۲۰۱۴) هنرپیشه اهل ایالات متحده آمریکا بود.

## بخشی از فیلمشناسی
از فیلم‌ها یا برنامه‌های تلویزیونی که وی در آن نقش داشته‌است می‌توان به آثار زیر اشاره کرد.
- حیوان نر (۱۹۴۲)
- احمق آمریکایی خوش‌تیپ (۱۹۴۲)
- شکار مرگبار (۱۹۴۵)
- تعطیلی ازدست‌رفته (۱۹۴۵)
- قاتل مادرزاد (۱۹۴۷)